# Breathe (Astrid S)
Breathe è un singolo della cantante norvegese Astrid S, pubblicato il 10 marzo 2017 come primo estratto dal secondo EP Party's Over.

## Video musicale
Il videoclip, diretto da Cherry Cobra Films, è stato reso disponibile il 21 marzo 2017.

## Tracce
Testi e musiche di Astrid Smeplass, Asia Whitacre, Oscar Holter e Rickard Göransson.
Download digitale
1. Breathe – 3:31

Download digitale – Remixes EP
1. Breathe (HEDEGAARD Remix) – 3:45
2. Breathe (Lauv Remix) – 3:35
3. Breathe (Shura Remix) – 3:39
4. Breathe (TCTS Remix) – 3:38
5. Breathe (Basic Tape Remix) – 3:31

## Formazione
Musicisti
- Astrid S – voce
- Asia Whitacre – cori
- Oscar Holter – programmazione, programmazione del basso, chitarra, tastiera, percussioni
- Rickard Göransson – programmazione del basso, chitarra, tastiera

Produzione
- Oscar Holter – produzione
- Josh Cranfield – ingegneria del suono
- Tom Coyne – mastering
- Șerban Ghenea – missaggio
- John Hanes – assistenza al missaggio

## Classifiche

### Classifiche settimanali
| Classifica (2017) | Posizione massima |
| ----------------- | ----------------- |
| Australia         | 97                |
| Norvegia          | 3                 |
| Svezia            | 41                |

### Classifiche di fine anno
| Classifica (2017) | Posizione |
| ----------------- | --------- |
| Norvegia          | 32        |